# Eudesmus ferrugineus
Eudesmus ferrugineus är en skalbaggsart som först beskrevs av Thomson 1860.  Eudesmus ferrugineus ingår i släktet Eudesmus och familjen långhorningar.
Artens utbredningsområde är:
- Guyana.
- Honduras.

Inga underarter finns listade i Catalogue of Life.